# Ministerium
Ein Ministerium (lateinisch „Dienst“), schweizerisch Departement (aus französisch département, wörtlich für „[Verwaltungs-]Abteilung“), ist eine oberste Behörde eines Staates.
Regelmäßig wird ein Ministerium von einem Minister geleitet, welcher der Regierung des betreffenden Staates angehört. In der Schweiz stehen die Bundesräte, d. h. die sieben Mitglieder des Bundesrates (Exekutive), je einem der sieben Departemente vor und werden in dieser Funktion als Departementsvorsteher bzw. Departementschef bezeichnet (vgl. dazu auch die Rubrik Schweiz weiter unten). Umgangssprachlich wird aber auch in der Schweiz ab und zu die Bezeichnung Minister (z. B. Innenminister) verwendet.
Historisch bezeichnete der Begriff zur Zeit des Konstitutionalismus auch die Gesamtheit der Minister.

## Aufgaben
Die Aufgaben eines Ministeriums sind üblicherweise:
- die Unterstützung des Ministers bei der Wahrnehmung seiner politischen Aufgaben;
- die Aufsicht über nachgeordnete Dienststellen und Einrichtungen, mit denen zusammen es den Geschäftsbereich des Ministers bildet;
- die eigenständige Erfüllung von Verwaltungsaufgaben.

Ein Ministerium steht an der Schnittstelle von politischer Leitung (Gubernative) und als unpolitisch gedachter Verwaltung (Exekutive im engeren Sinne). Die Tätigkeit der Ministerialverwaltung unterscheidet sich daher von nachgeordneten Verwaltungen.

### Ressorts (Portefeuilles)
Ministerien sind in der Geschichte immer weiter ausdifferenziert worden. Begriffshistorisch wird das deutlich z. B. an der preußischen Einrichtung des Staatsministeriums, das die gesamte Regierung beinhaltete.
Im 18. bzw. 19. Jahrhundert sind die klassischen Ressorts (Portefeuilles) entstanden: zunächst Finanzen, auswärtige Angelegenheiten, Kriegs- oder Heerwesen bzw. später Landesverteidigung und Justiz, dann auch innere Angelegenheiten, Handel und Wirtschaft. Daneben findet sich auch der Minister ohne Portefeuille (Minister ohne Geschäftsbereich).
Später entwickeln sich die Spezialressorts einzelner wirtschaftlicher Sektoren, wie Industrie, Landwirtschaft, Forstwirtschaft, Energieversorgung, Post, Verkehr und Ähnliches sowie in den 1980er Jahren auch für Angelegenheiten der Umwelt.
In Monarchien bestanden vielfach Ministerien des königlichen / kaiserlichen / herzoglichen / fürstlichen etc. Hauses.
Im Zuge der Entwicklung des Wohlfahrtsstaats kamen neue Staatsaufgaben hinzu, deren Erledigung organisiert werden musste und die Gründung weiterer Ministerien nach sich zog, etwa für Arbeit, Gesundheit, soziale Angelegenheiten, Familie, Frauen, Jugend.
Weit verbreitet ist heute, mehrere einzelne Ressorts jeweils einem Minister als Kompetenzportefeuille zuzuweisen, sodass Sammelministerien entstehen, wie etwa das bis 2020 als „Bundesministerium für Nachhaltigkeit und Tourismus“ bezeichnete Landwirtschaftsministerium in Österreich (zuvor Bundesministerium für Land- und Forstwirtschaft, Umwelt und Wasserwirtschaft). Weil die gesellschaftlichen Interessen und Schwerpunkte der politischen Parteien, wie auch der Personalbestand sich ändern, ändern sich auch die Namen vieler Ministerien mit einem Regierungswechsel oder einem Austausch der Minister.
In Deutschland erkennt man die klassischen Ministerien an dem bestimmten Artikel im Namen, also Ministerium der Finanzen, des Inneren, der Justiz, der Verteidigung, die nichtklassischen Ministerien führen dagegen ein für im Namen, z. B. Bundesministerium für Ernährung und Landwirtschaft. In Österreich tragen alle Bundesministerien ein „für“ im Namen.
In der Schweiz hat sich die Zahl der Departemente (Ministerien) seit Gründung des Bundesstaates im Jahr 1848 nicht verändert. Die Bezeichnung einzelner Departemente wurde im Lauf der Zeit aber angepasst. Erst seit 1979 führen sämtliche Departemente das Adjektiv „eidgenössisch“ im Namen (z. B. Eidgenössisches Finanzdepartement).

### Ressorts (Verwaltungsbegriff)
Ministerien verfügen in den meisten Fällen über das Weisungsrecht gegenüber einer Anzahl nachgeordneter Behörden. Dies betrifft jene Behörden, die die Leistungen des Ministeriums gemäß dem verantworteten Kompetenzportefeuille erbringen. Aus verwaltungstechnischer Sicht wird der Begriff „Ressort“ somit auch als Sammelbezeichnung für ein Ministerium einschließlich seiner nachgeordneten Behörden verwendet.

## Nationales

### Deutschland

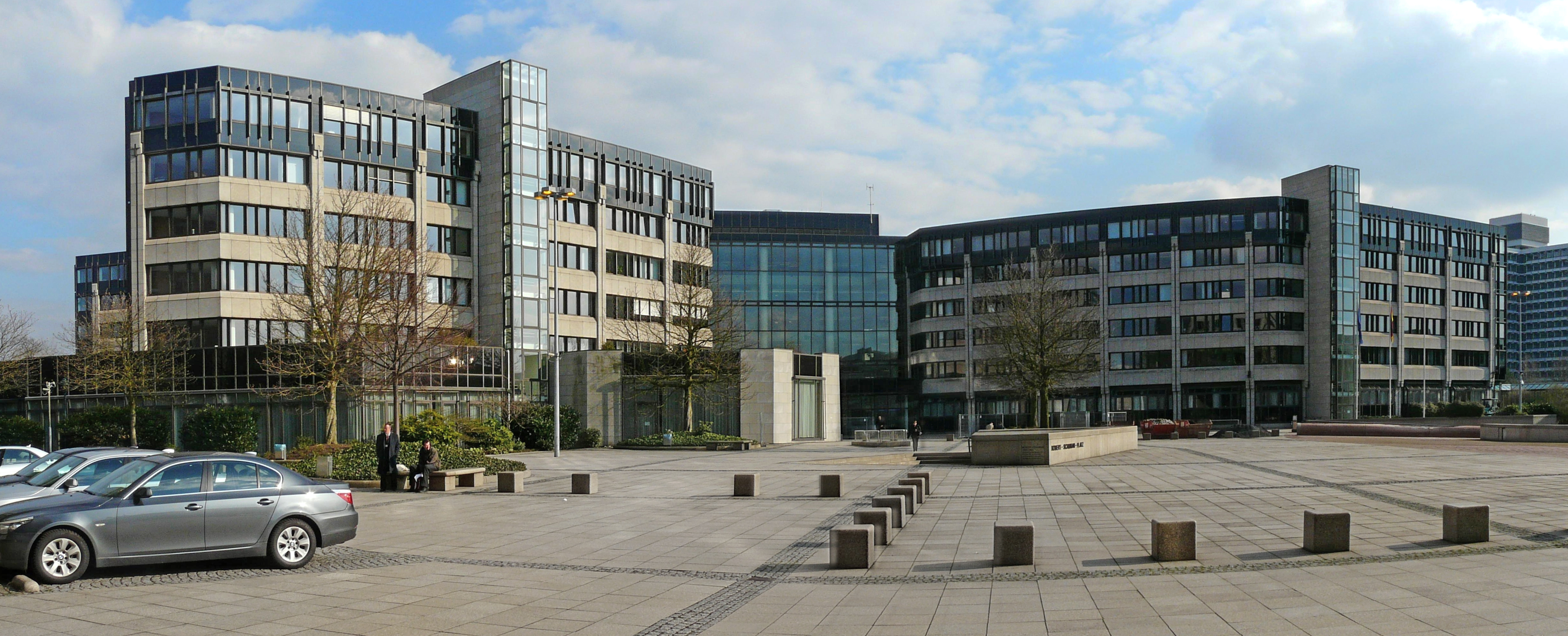
Bundesministerium für Digitales und Verkehr, Standort Bonn

In Deutschland als föderal organisiertem Staat gibt es Ministerien sowohl auf der Bundesebene als auch in den Ländern.
- Der Bund hat Bundesministerien. Bis in die 1980er Jahre traten sie als Bundesminister auf, selbst wenn ihnen Frauen vorstanden. Durch Organisationserlass wurde schließlich die neutrale Form eingeführt.
- In den Ländern differieren die Bezeichnungen. Üblich sind Ministerium, Landesministerium oder Staatsministerium. Hamburg hat Behörden als oberste Landesbehörden, Berlin verfügt über Senatsverwaltungen und in Bremen heißen die Landesbehörden Der Senator für … oder Die Senatorin für …

### Österreich

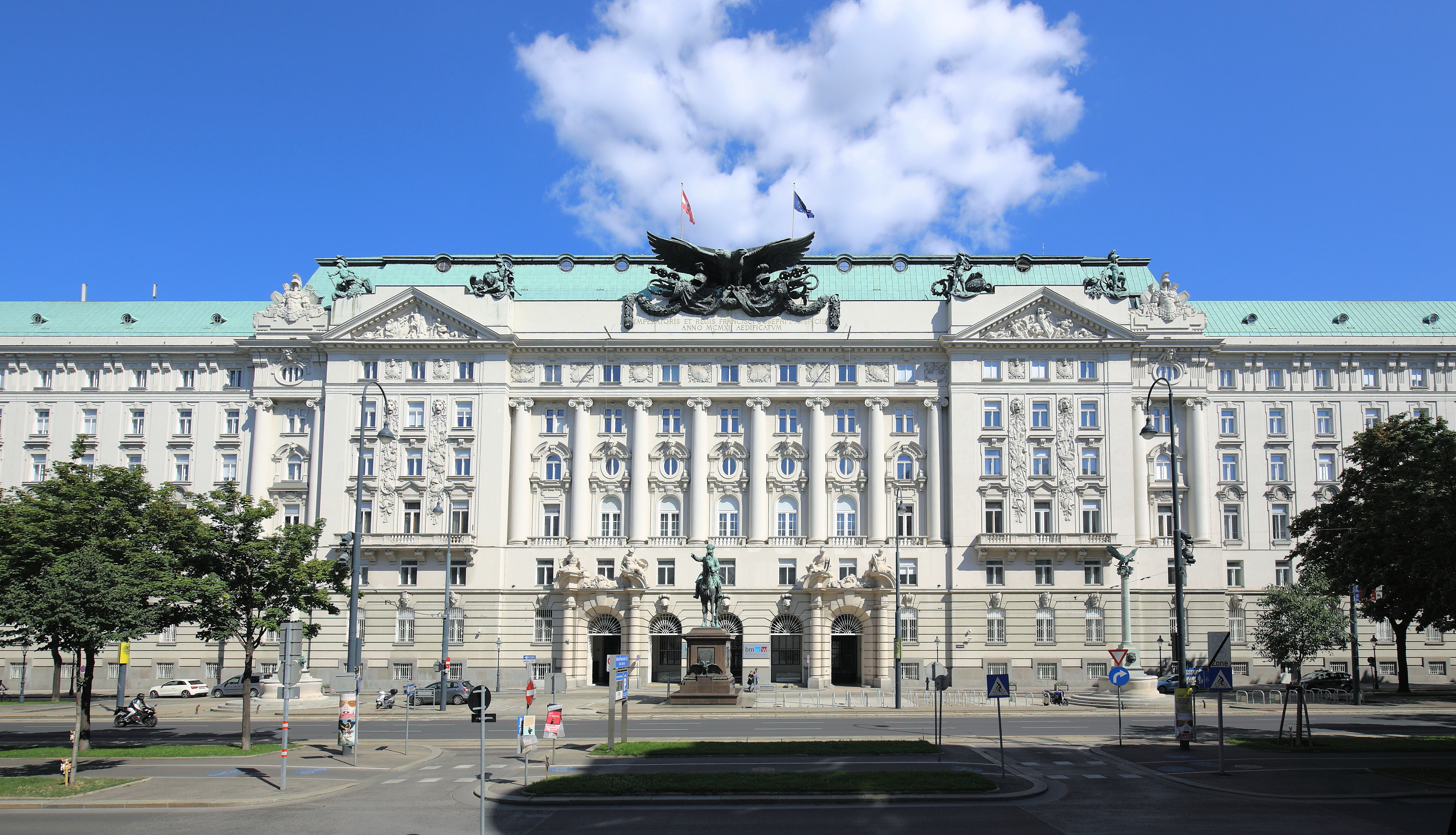
Bundesministerium für Arbeit, Soziales und Konsumentenschutz in Wien

Der Begriff Bundesministerium ist in Österreich die Bezeichnung jedes einzelnen Ressorts der Regierung. Neben den Ressortleitern tragen die Regierungsmitglieder, die nicht an der Spitze eines Ministeriums stehen, ebenfalls den Titel Bundesminister. Insgesamt existieren inklusive Kanzler und Vizekanzler dreizehn Ministerien und zwei Kanzleramtsministerinnen (Stand 2020), und wie in den westeuropäischen Staaten üblich, werden die meisten Steuergelder zur Förderung von sozialer Sicherheit und sozialer Gerechtigkeit verwandt. Daher haben das Bundesministerium für Soziales, Gesundheit, Pflege und Konsumentenschutz und das Bundesministerium für Arbeit, Familie und Jugend die höchsten Haushalte.
Historisch gesehen wurden die kaiserlichen Regierungen Cisleithaniens von 1867 bis 1918 jeweils in ihrer Gesamtheit als Ministerium bezeichnet (siehe z. B. das mehr als 14 Jahre lang amtierende Ministerium Taaffe II oder die letzte kaiserliche Regierung, das kurzlebige Ministerium Lammasch).
Ministerien bestehen auf Grund des jeweils aktuellen Bundesministeriengesetzes. Die Ministerinnen und Minister werden auf Vorschlag des Bundeskanzlers vom Bundespräsidenten ernannt bzw. entlassen.

### Schweiz

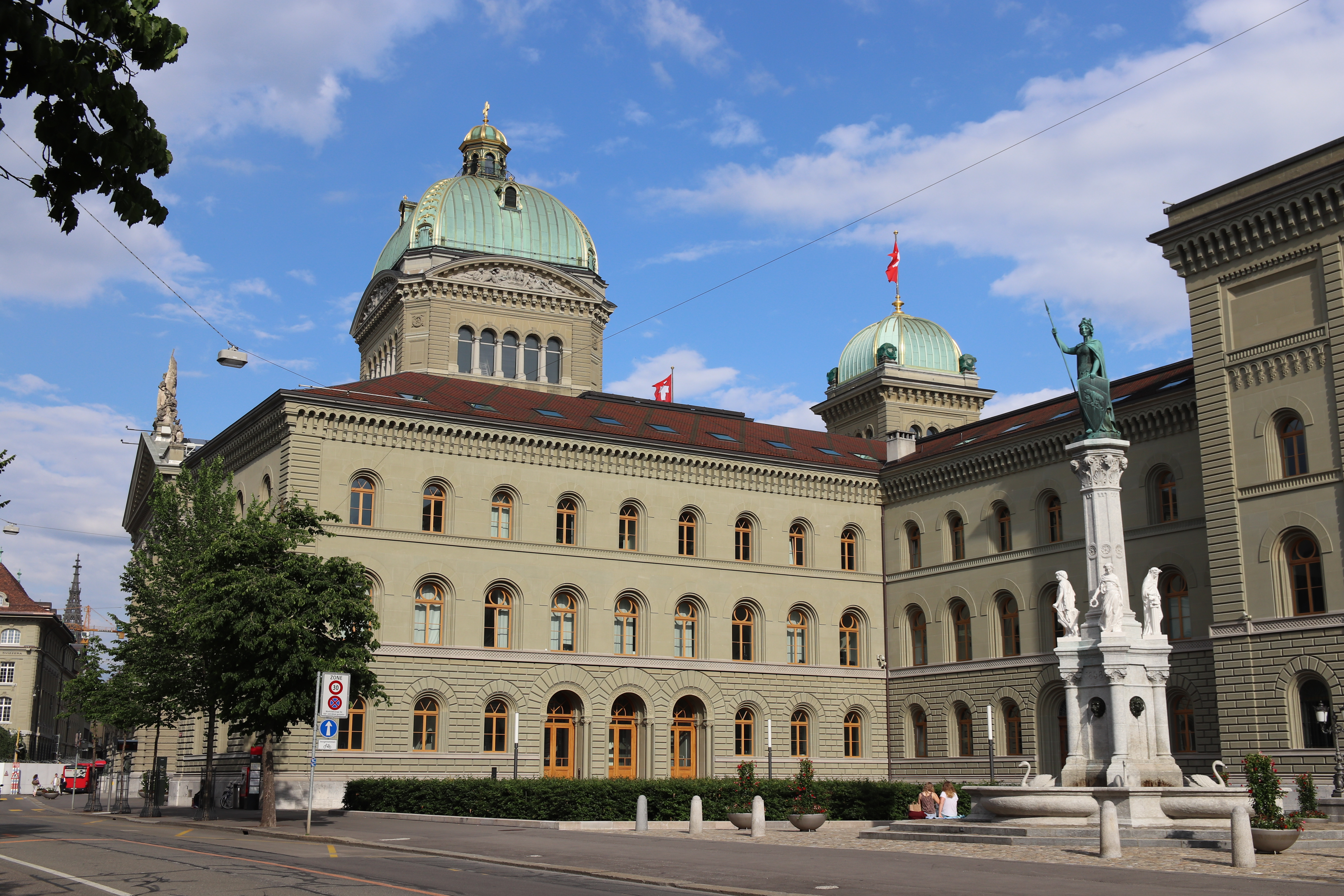
Im Vordergrund das Bundeshaus West in Bern, Hauptsitz zweier eidgenössischer Departemente und der Bundeskanzlei. Im Hintergrund die Kuppeln des Parlamentsgebäudes

In der Schweiz gibt es auf Bundesebene sieben Departemente (siehe auch Departementsprinzip), die im Wesentlichen den Ministerien anderer Länder entsprechen und denen wie in Deutschland und Österreich Bundesämter zugeordnet sind. Auf Bundesebene wie auch in den meisten Kantonen ist deren Einteilung Sache der Regierung und in der Verfassung nicht festgelegt.
Die sieben Departemente werden von je einem Mitglied des Bundesrates (Exekutive) geleitet. Die Bundesräte werden in dieser Funktion meist als Departementsvorsteher bzw. Departementschef bezeichnet. In Kombination mit dem Namen des betreffenden Departements oder dessen Abkürzung werden auch die Bezeichnungen Vorsteher oder Chef verwendet (z. B. Chef des Eidgenössischen Departements für auswärtige Angelegenheiten, Vorsteher des EDA oder Chef EDA).
Den sieben Departementen gleichgestellt ist die Bundeskanzlei, welche als zentrale Stabsstelle des Bundesrates die Funktion eines Scharniers zwischen Regierung, Verwaltung, Bundesversammlung (Parlament) und Öffentlichkeit innehat. Anders als bei den sieben Departementen steht der Bundeskanzlei nicht ein Mitglied der Regierung (Bundesrat) vor, sondern der Bundeskanzler, welcher seinerseits von zwei Vizekanzlern unterstützt wird.
Grosser Unterschied zu Ministern in anderen Ländern ist die Wahl jedes einzelnen Bundesrats auf vier Jahre durch die Vereinigte Bundesversammlung. Diese sind damit dem Parlament und nicht einem Präsidenten verpflichtet und haben somit eine andere Legitimation. Man kann sie somit nicht außerhalb eines Wahltermins abberufen.
Auch auf Kantonsebene bestehen Ministerien, welche wie auf Bundesebene meist als Departemente, zuweilen auch als Direktionen (z. B. im Kanton Bern) bezeichnet werden.